# Prokurator (Rom)
Prokurator (Latin: procurator) var en titel til visse embedsmænd (ikke magistrater) i antikkens Rom, som havde ansvaret for de økonomiske anliggender i en provins eller var kejserlig guvernør i en mindre provins.

## Økonomiske embedsmænd
En økonomisk udpeget prokurator (procurator Augusti) var den øverst ansvarlige for finansielle anliggender i en provins under Principatet (30 f.Kr. – 284 e.Kr.). Disse prokuratorer arbejdede sammen med legatus Augusti pro praetore (kejserlig guvernør) i hans provins, men var ikke underordnet ham og rapporterede direkte til kejseren. Guvernøren stod i spidsen for den civile og retslige administration i provinsen og var den øverstkommanderende for alle militære enheder, der var udstationeret i provinsen. Prokuratoren havde sine medhjælpere og agenter, der var ansvarlig for provinsens økonomiske anliggender, herunder følgende primære ansvarsområder: 
- opkrævning af skatter, især jordskatten (tributum soli), kopskat (tributum capitis) og portoriet (en kejserlig told på godstransport på offentlige veje).
- opkrævning af leje på jord tilhørende Kejseren
- forvaltning af miner[4]
- fordelingen af løn til offentligt ansatte (for det meste relateret til militæret)

Embedet som prokurator blev altid besat af en equites, i modsætning til guvernørembedet, som var forbeholdt medlemmer af den højere senatoriske orden. Årsagen til den dobbelte administrative struktur var at forhindre overdreven magtkoncentration i guvernørens hænder, samt at begrænse hans muligheder for underslæb. Det var ikke uhørt, at der opstod konflikt mellem guvernører og prokuratorer over spørgsmål om jurisdiktion og finans.

## Provinsguvernører
En prokurator Augusti (ofte kaldet Praesidial Procurator, dvs. en garnison- eller troppekommanderende prokurator), kunne imidlertid også være guvernør for de mindre kejserlige provinser (dvs. de provinser, hvis guvernør blev udpeget af kejseren, snarere end det romersk senat). Den samme titel blev holdt af de økonomisk udpeget prokurator, som bistod guvernører i de senatoriske provinser (hvor guvernøren altid var en senator).
Desuden blev prokurator-titlen givet til forskellige andre embedsmænd i Rom og Italien.
Efter midten af det første århundrede, som et resultat af Pax Romana, blev de provinser, der tidligere havde været administreret af præfekter – som var militærmænd – gradvist flyttet over i hænderne på prokuratorer, som i det væsentlige var civile embedsmænd. Egypten – som var kejserens særlige private domæne – der blev administreret af en Praefectus Augustalis, forblev undtagelsen. Denne overførsel skabte en vis forvirring blandt akademikere og forskere, der beskæftiger sig med Pontius Pilatus – guvernør i Judæa – som ofte er blev anset for at have været prokurator, indtil udgravningen af den såkaldte Pilatussten viste, at hans titel var præfekt.